# Епархия Константины

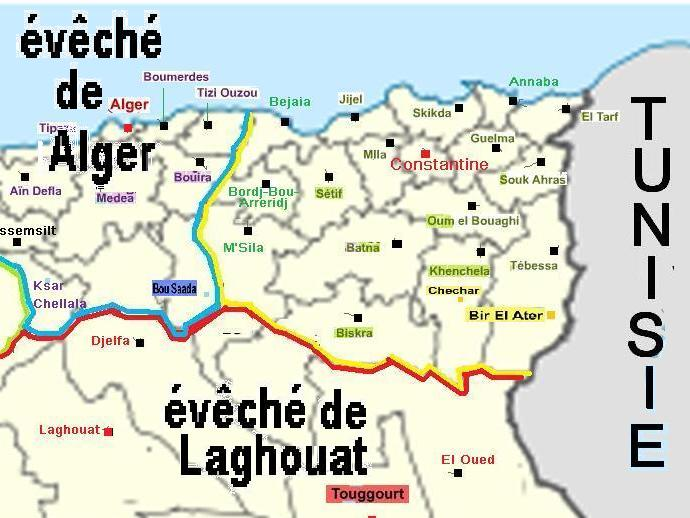
Карта епархии Константины

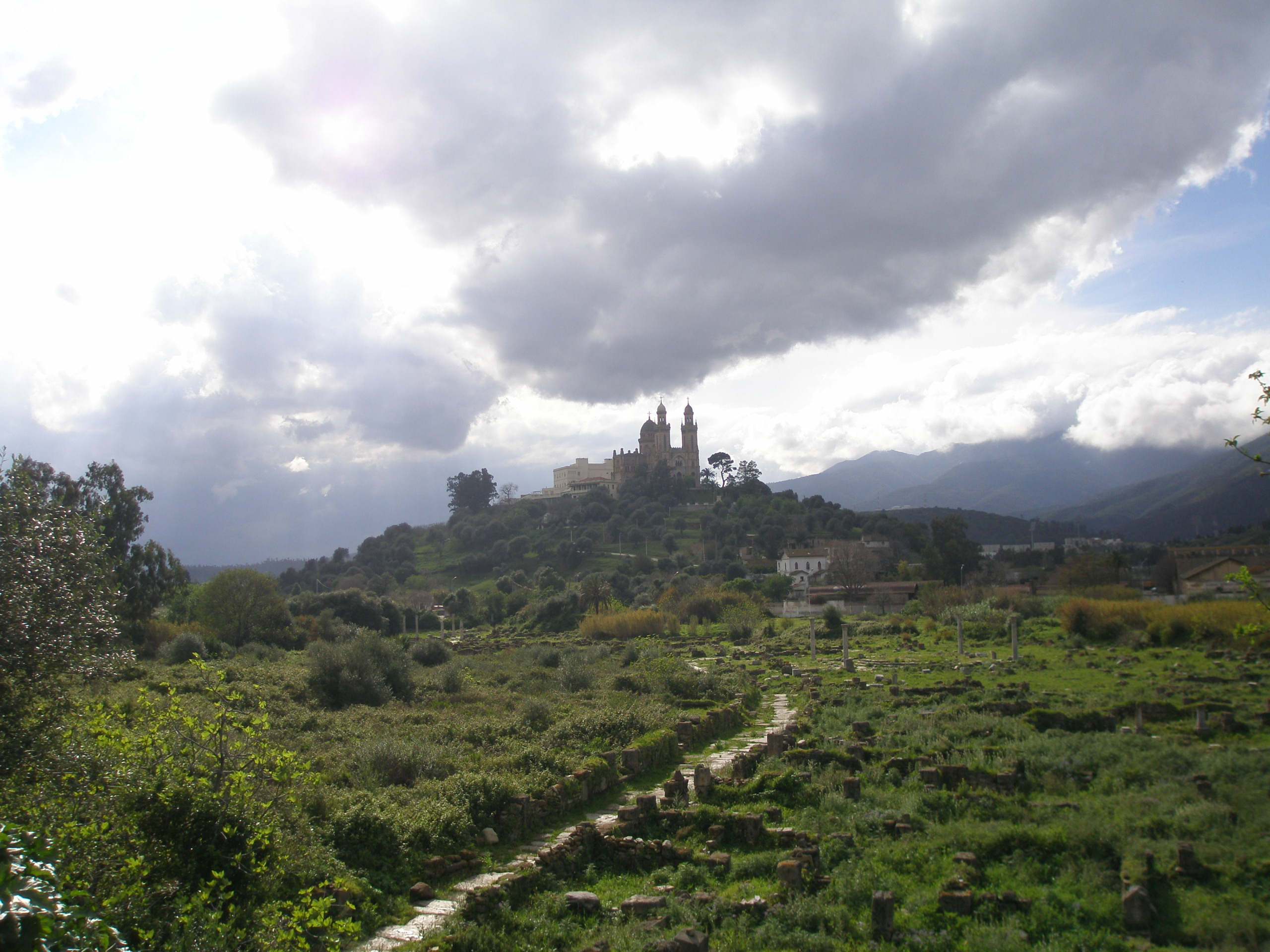
Руины римского города Гиппона

Епархия Константины (лат. Dioecesis Constantiniana (Hipponensis Regiorum)) — епархия Римско-Католической церкви с центром в городе Константина, Алжир. Епархия Константины входит в митрополию Алжира. Кафедральным собором епархии Константины является церковь Пресвятой Девы Марии. В городе Аннаба находится базилика святого Августина.

## История
25 июля 1866 года Римский папа Пий IX издал буллу Clementissimus Deus, которой учредил епархию Константины, выделив её из архиепархии Алжира.
На территории сегодняшней епархии располагается древний римский город Гиппон (сегодня — часть города Аннаба), в котором жил святой Августин Гиппонский. 23 сентября 1867 года Святой Престол присвоил епископу Константины титул епископа Гиппона.

## Ординарии епархии
- епископ Félix-Joseph-François-Barthélemy de Las Cases (12.01.1867 — 29.08.1870);
- епископ Joseph-Jean-Louis Robert (27.02.1872 — 13.06.1878) — назначен епископом Марселя;
- епископ Prosper Auguste Dusserre (31.07.1878 — 13.02.1880);
- епископ Barthélemy Clément Combes (17.02.1881 — 15.06.1893) — назначен архиепископом Карфагена;
- епископ Ludovic-Henri-Marie-Ixile Julien-Laferrière (29.01.1894 — 12.08.1896);
- епископ Jules-Etienne Gazaniol (13.10.1896 — 22.05.1913);
- епископ Jules-Alexandre-Léon Bouissière (26.05.1913 — 10.09.1916);
- епископ Amiel-François Bessière (2.01.1917 — 3.10.1923);
- епископ Emile-Jean-François Thiénard (24.03.1924 — 26.10.1945);
- епископ Леон-Этьен Дюваль (3.11.1946 — 3.02.1954 — назначен архиепископом Алжира);
- епископ Paul-Pierre-Marie-Joseph Pinier (27.03.1954 — 31.01.1970);
- епископ Jean Baptiste Joseph Scotto (19.08.1970 — 25.03.1983);
- епископ Gabriel Jules Joseph Piroird, Ist. del Prado (25.03.1983 — 21.11.2008);
- епископ Paul Desfarges (21.11.2008 — 24.12.2016 — назначен архиепископом Алжира);
  - Sede vacante (2016—2019);
- епископ Nicolas Pierre Jean Lhernould (9.12.2019 — 4.04.2024 — назначен архиепископом Туниса);
- епископ Michel Guillaud (11.07.2025 — по настоящее время).

## Источник
- Annuario Pontificio, Libreria Editrice Vaticana, Città del Vaticano, 2003, ISBN 88-209-7422-3;
- Булла Clementissimus Deus / Pii IX Pontificis Maximi Acta. Pars prima, Vol. IV, Romae 1869, стр. 504  (лат.)